# Juraj Okoličány
Juraj Okoličány (28. března 1943, Žilina – 10. září 2008, Bratislava) byl slovenský hokejový rozhodčí a hokejový supervizor. Jako jediný Slovák v historii dostal cenu Cenu Paula Loicqa za mimořádný přínos pro světový hokej.

## Kariéra
- 15 let působil jako rozhodčí v Československé hokejové lize
- byl mezinárodním hokejovým rozhodčím
- 11krát ve funkci supervizora na mistrovství světa nejvyšší kategorie, dvakrát jako supervizor na hokejovém turnaji Zimních olympijských her a 45krát v této funkci na mistrovstvích světa nižších kategorií
- byl členem Komise rozhodčích Mezinárodní hokejové federace a členem Juniorské komise Mezinárodní hokejové federace

## Ocenění
- držitel Ceny Paula Loicqa za mimořádný přínos Mezinárodní hokejové federaci a světovému hokeji (2008)
- držitel Zlatého odznaku Mezinárodní hokejové federace